# 馬場晴也
馬場 晴也（ばば せいや、2001年10月24日 - ）は、千葉県出身のプロサッカー選手。Jリーグ・柏レイソル所属。ポジションはディフェンダー（DF）。

## 来歴
東京ヴェルディのアカデミー出身で、ジュニアユースおよびユースに所属。また、2017年10月に開催されたFIFA U-17ワールドカップの日本代表に選出された。2019年8月17日、トップチームに昇格すると発表された。8月30日、2種登録選手としてトップチームに登録された。
2020年より東京ヴェルディにトップ昇格を果たす。12月13日、第40節のV・ファーレン長崎戦でJリーグデビューを果たした。
2022年12月22日、北海道コンサドーレ札幌への完全移籍が発表された。
2025年6月7日、柏レイソルへの完全移籍が発表された。背番号は札幌時代と変わらず88を背負う。

## 所属クラブ
- Refino[1]
- 東京ヴェルディジュニアユース（新座市立第六中学校）[1]
- 東京ヴェルディユース（専修大学附属高等学校）[1]
  - 2019年8月 - 東京ヴェルディ（2種登録選手）
- 2020年 - 2022年 東京ヴェルディ
- 2023年 - 2025年6月 北海道コンサドーレ札幌
- 2025年6月 - 柏レイソル

## 個人成績
| 国内大会個人成績 | 国内大会個人成績 | 国内大会個人成績 | 国内大会個人成績 | 国内大会個人成績 | 国内大会個人成績 | 国内大会個人成績 | 国内大会個人成績 | 国内大会個人成績 | 国内大会個人成績 | 国内大会個人成績 | 国内大会個人成績 |
| 年度             | クラブ           | 背番号           | リーグ           | リーグ戦         | リーグ戦         | リーグ杯         | リーグ杯         | オープン杯       | オープン杯       | 期間通算         | 期間通算         |
| 年度             | クラブ           | 背番号           | リーグ           | 出場             | 得点             | 出場             | 得点             | 出場             | 得点             | 出場             | 得点             |
| 日本             | 日本             | 日本             | 日本             | リーグ戦         | リーグ戦         | リーグ杯         | リーグ杯         | 天皇杯           | 天皇杯           | 期間通算         | 期間通算         |
| ---------------- | ---------------- | ---------------- | ---------------- | ---------------- | ---------------- | ---------------- | ---------------- | ---------------- | ---------------- | ---------------- | ---------------- |
| 2020             | 東京V            | 35               | J2               | 3                | 0                | -                | -                | -                | -                | 3                | 0                |
| 2021             | 東京V            | 22               | J2               | 13               | 0                | -                | -                | 0                | 0                | 13               | 0                |
| 2022             | 東京V            | 15               | J2               | 31               | 0                | -                | -                | 2                | 0                | 33               | 0                |
| 2023             | 札幌             | 3                | J1               | 21               | 0                | 7                | 0                | 2                | 0                | 30               | 0                |
| 2024             | 札幌             | 88               | J1               | 37               | 2                | 4                | 0                | 3                | 0                | 44               | 2                |
| 2025             | 札幌             | 88               | J2               | 9                | 0                | 1                | 0                | -                | -                | 10               | 0                |
| 2025             | 柏               | 88               | J1               |                  |                  |                  |                  |                  |                  |                  |                  |
| 通算             | 日本             | 日本             | J1               | 58               | 2                | 11               | 0                | 5                | 0                | 74               | 2                |
| 通算             | 日本             | 日本             | J2               | 56               | 0                | 1                | 0                | 2                | 0                | 59               | 0                |
| 総通算           | 総通算           | 総通算           | 総通算           | 114              | 2                | 12               | 0                | 7                | 0                | 133              | 2                |

- Jリーグ初出場：2020年12月13日 J2第40節・V・ファーレン長崎戦（味の素スタジアム）
- Jリーグ初得点：2024年4月3日 J1第6節・名古屋グランパス戦（札幌ドーム）

## タイトル

### 代表
U-21日本代表
- ドバイカップU-23（2022年）

## 代表歴
- U-16日本代表
  - U-16インターナショナルドリームカップ（2017年）
- U-17日本代表
  - FIFA U-17ワールドカップ（2017年）
  - UAE遠征（2018年）
- U-18日本代表
  - コパ・デル・アトランティコ（2019年）
  - SportChain Cup UAE（2019年）
  - SBSカップ 国際ユースサッカー（2019年）
- U-19日本代表
  - トレーニングキャンプ（2020年）
- U-20日本代表
  - トレーニングキャンプ（2021年）
- U-21日本代表
  - トレーニングキャンプ（2022年）
  - ドバイカップU-23（2022年）
  - AFC U23アジアカップ（2022年）
  - 欧州遠征（2022年）
- U-22日本代表
  - AFC U-23アジアカップ・予選（2021年）
  - アジア競技大会サッカー競技（2023年）